# ديوغو أمادو
ديوغو أمادو، لاعب كرة قدم برتغالي .
مثل عدة أندية برتغالية أبرزها نادي سبورتينغ لشبونة و المنتخبات السنية البرتغالية ووقع مع نادي الغرافة عام 2017و وقع مع نادي عجمان في صيف 2020 .

## روابط خارجية
- ديوغو أمادو على موقع قاعدة بيانات كرة القدم.إي يو (الإنجليزية)
- ديوغو أمادو على موقع Soccerway.com (الإنجليزية)
- ديوغو أمادو على موقع AS.com (الإسبانية)